# Allianz-Lizenz
Das Ziel der von der Deutschen Forschungsgemeinschaft geförderten Allianz-Lizenzen ist es, allen Nutzern in Deutschland Zugriff auf wissenschaftliche Literatur zu ermöglichen. Dazu werden laufend (elektronische) Zeitschriften, Datenbanken und E-Books erworben und dann deutschlandweit den Nutzern, u. a. in öffentlichen Hochschulen, Forschungseinrichtungen und Staats- und Landesbibliotheken, zur Verfügung gestellt. Allianz-Lizenzen tragen ebenso wie die DFG-geförderten Nationallizenzen und FID-Lizenzen zur überregionalen Literaturversorgung bei.

## Unterschiede Allianz- und Nationallizenzen
Die ab 2011 geförderten Allianz-Lizenzen sind die Fortsetzung der von 2004 bis 2010 geförderten Nationallizenzen im Kontext der Schwerpunktinitiative „Digitale Information“ der Allianz der deutschen Wissenschaftsorganisationen. Im Gegensatz zu den komplett durch die DFG finanzierten Nationallizenzen haben Allianz-Lizenzen ein Lizenz- und Finanzierungsmodell, das auf einer Konsortialstruktur basiert. Die beteiligten Bibliotheken müssen eine Eigenbeteiligung von ca. 75 % der Gesamtkosten aufbringen.

## Teilnehmende Einrichtungen
Folgende Einrichtungen sind zur Teilnahme an den Allianz-Lizenzen berechtigt:
- Öffentlich und privat geförderte Hochschulen und Forschungseinrichtungen in Deutschland
- Die Deutsche Nationalbibliothek
- Sämtliche Staats- und Landesbibliotheken sowie zentrale Fachbibliotheken
- Forschungsbibliotheken und wissenschaftliche Spezialbibliotheken in überwiegend öffentlich-rechtlicher Trägerschaft
- Forschungsinstitute in überwiegend öffentlich-rechtlicher Trägerschaft, bzw. von Bund und Ländern getragene Forschungseinrichtungen, einschließlich der von der Bundesrepublik Deutschland im Ausland getragenen wissenschaftlichen Einrichtungen wie bspw. der Deutschen Historischen Institute

## Nutzer
Die Einrichtungen können die lizenzierten Produkte ihren Nutzern zugänglich machen. Als autorisierte Nutzer gelten:
- Studenten, Angehörige des Lehrkörpers, weitere Beschäftigte
- Personen, die gegenwärtig eines der oben genannten Kriterien nicht erfüllen, aber für die Nutzung der Informationsdienstleistungen der Einrichtung von Computer-Arbeitsplätzen innerhalb der Räumlichkeiten zugelassen sind („Walk-in Users“)
- Für bestimmte Materialien Privatpersonen mit ständigem Wohnsitz in Deutschland

## Verhandelnde Bibliotheken
Die Verhandlungen der Allianz-Lizenzen erfolgen durch ausgewählte Bibliotheken. Diese sind:
- Bayerische Staatsbibliothek (BSB)
- Deutsche Zentralbibliothek für Medizin (ZB MED)
- Deutsche Zentralbibliothek für Wirtschaftswissenschaften (ZBW)
- Niedersächsische Staats- und Universitätsbibliothek Göttingen (SUB)
- Staatsbibliothek zu Berlin – Preußischer Kulturbesitz (SBB)
- Technische Informationsbibliothek (TIB)
- Universitätsbibliothek Johann Christian Senckenberg, Frankfurt am Main (UBF)